# Rače - Fram
Rače - Fram là một khu tự quản (tiếng Slovenia: občine, số ít – občina) trong vùng Podravska của Slovenia. Rače - Fram có diện tích 51.2 km2, dân số là theo điều tra ngày 31 tháng 3 năm 2002 là 5859 người. Thủ phủ khu tự quản Rače - Fram đóng tại Race.